# Гальзен, Амеде
Жан Амеде́ Гальзе́н (фр. Jean Amédée Galzin; 1853—1925) — французский ветеринар и миколог-любитель.

## Биография
Амеде Гальзен родился в деревне Паррене на территории современной коммуны Бельмон-сюр-Ранс в семье Казимира Гальзена и Мари Дора 1 мая 1853 года. С 1874 года учился в ветеринарном училище в Тулузе, которое окончил в 1878 году. С 1879 года работал ветеринаром во французской армии. С 1885 по 1891 принимал участие в военном походе в Тунис. 10 июля 1899 года удостоен звания кавалера Ордена Почётного легиона. В 1905 году ушёл в отставку.
20 февраля 1906 года Амеде женился на Эфрази Леони Мари Раб. Впоследствии Гальзен оставил работу ветеринаром и принялся изучать микологическую флору Франции. С 1909 года началась серия публикаций в соавторстве Гальзена и Юбера Бурдо.
14 февраля 1925 года Жан Амеде Гальзен скончался в своей родной деревне Паррене.
Гербарные образцы, собранные А. Гальзеном, хранятся в криптогамическом гербарии Парижского музея естественной истории (PC). Также некоторые образцы имеются в Лейденском университете (L).

## Научные работы
- H. Bourdot & A. Galzin Hyménomycètes de France: I. Heterobasidiés, 1909
- H. Bourdot & A. Galzin Hyménomycètes de France: II. Homobasidiés: Clavariés et Cyphellés, 1910
- H. Bourdot & A. Galzin Hyménomycètes de France: III. Corticiées: Corticium, Epithele, Asterostromella, 1911
- H. Bourdot & A. Galzin Hyménomycètes de France: IV. Corticiées: Vuilleminia, Aleurodiscus, Dendrothele, Gloeocystidium, Peniophora, 1912
- H. Bourdot & A. Galzin Hyménomycètes de France: V. Hydnées, 1914
- H. Bourdot & A. Galzin Hyménomycètes de France: VI. Asterostromés, 1920
- H. Bourdot & A. Galzin Hyménomycètes de France: VII. Stereum, 1921
- H. Bourdot & A. Galzin Hyménomycètes de France: VIII. Hymenochaete, 1923
- H. Bourdot & A. Galzin Hyménomycètes de France: IX. Meruliés, 1923
- H. Bourdot & A. Galzin Hyménomycètes de France. X. Phylactèriés, 1924
- H. Bourdot & A. Galzin Hyménomycètes de France, XI., 1925
- H. Bourdot & A. Galzin Heterobasidiae nondum descriptae, 1924

## Грибы, названные в честь А. Гальзена
- Galzinia Bourdot, 1922
- Galziniella Parmasto, 1968 [= Sistotrema Fr., 1821]
- Corticium galzinii Bourdot, 1910 [≡ Leptosporomyces galzinii (Bourdot) Jülich, 1972]
- Epithele galzinii Bres., 1911 [≡ Pteridomyces galzinii (Bres.) Jülich, 1979]
- Irpex galzinii Bres., 1908 [= Antrodia sinuosa (Fr.) P.Karst., 1881]
- Sebacina galzinii Bres., 1908 [≡ Bourdotia galzinii (Bres.) Trotter, 1913]
- Septobasidium galzinii Bourdot, 1922
- Tomentella galzinii Bourdot, 1924